# 東方生存圏
東方生存圏（とうほうせいぞんけん、ドイツ語: Lebensraum im Osten）とは、ドイツが東ヨーロッパに獲得するべきとされた生存圏の思想。

## 前史
ドイツが東部に領土を獲得するべきであるという思想は、ドイツ帝国以前からすでに現れている。プロイセン王国の政治家ハインリヒ・フォン・トライチュケを嚆矢とし、帝政時代にはゲオルク・フォン・シェーネラーやハインリヒ・クラースらの
全ドイツ連盟をはじめとする国家主義者は東方への衝動という名でドイツの東方進出を主張した。
クラースは1912年に「もしわれ皇帝なれば」（Wenn ich der Kaiser wär）というブックレットを変名で出版した。この著作の中でクラースは、海外植民地の取得ではなく、本土から陸続きの南東ヨーロッパ、つまりオーストリア＝ハンガリー帝国、バルカン半島への植民を主張した。海外植民地に否定的であったのは、民族の力の消耗、民族喪失へとつながる人口流出がもたらされると危惧したためである。また場合によってはロシアから入植地を奪取し、ロシア人を「排除」することも述べていた。
国家社会主義ドイツ労働者党（ナチ党）党首となったアドルフ・ヒトラーは1920年にクラースと面会し、「もしわれ皇帝なれば」を読んで大きな影響を受けたと告げ、「ドイツ民族にとってもっとも重要なこと、必須のことのすべて」が書かれていると絶賛している。また、ヴェルナー・マーザーはナチ党の25カ条綱領には「もしわれ皇帝なれば」の影響が見られると指摘しており、ナチス・ドイツの政策であるニュルンベルク法やアーリア化はクラースの理念を実現したものであるという指摘がある。クラースは初期ナチ党にも援助を行っていたが、ミュンヘン一揆の裁判ではヒトラーとは無関係であるとして距離を取った。以降、ヒトラーとナチ党は全ドイツ連盟の派閥と絶縁し、著書などでも彼らについて言及することはなくなった。

## ナチ党の東方生存圏
ナチ党はその25カ条綱領で「我々は、我が民族を扶養し、過剰人口を移住させるための土地を要求する。」としているが、その求める土地がどこであるかは明言していなかった。ヒトラーは1925年の著書『我が闘争』の中で初めて東方に生存圏を獲得するという目的を記述した。
1942年5月20日にヒトラーがベルリン・スポーツ宮殿において将校候補者の前で行った非公開演説では、生存圏の論理が説かれている。ヒトラーは東方から押し寄せてくるアジア内陸の人間、その背後にいる国際ユダヤ人に対抗するためには、ドイツが一定の生存圏を得て、指導的大国にならねばならないと説いている。またドイツ民族が発展・存続するためには人口増加が不可欠であるが、当時のドイツ領土で養える人口には限りがあり、食糧・生活基礎・原料・地下資源のための闘争とは領土拡張、即ち生存圏拡張のための闘争である。生存圏拡張をしない民族は没落せざるを得ず、領土拡張政策という厳しい道を歩む必要があるというものである。
この見解は1937年11月の陸海軍首脳を集めた秘密会議においても披露され、8500万人を抱えるドイツ民族の食糧自給は現状では不可能、原料自給も不可能であると語ったヒトラーは、制海権を握るイギリスの海上封鎖に対抗するためには、ヨーロッパに陸続きの食糧供給地が不可欠であるとした（ホスバッハ覚書）。
この会議ではチェコの獲得によって食糧事情は一段落するとヒトラーは語っているが、ミュンヘン会談の成功によりチェコを獲得した後も食糧事情は好転しなかった。第二次世界大戦勃発後にポーランドやフランスを獲得した後もイギリスの海上封鎖によって食糧事情は悪化し、食糧・資源の供給地は緊急の課題となった。

### ハウスホーファーの影響
戦前から国外ではナチスの生存圏論は、地政学の大家であり、副総統ルドルフ・ヘスの師でもあったカール・ハウスホーファーがイデオローグとなっていると考えられてきた。独ソ不可侵条約の成立をイギリスではハウスホーファーが精神的な代理父の役割を果たしたとする論評があり、1941年にアメリカのフレデリック・ゾンダーンが書いた論文では、ハウスホーファーが地政学研究所という巨大シンクタンクの長であり、ナチスの疑似学術的イデオロギーや情報の集積を行っているという仮説が書かれている。1945年のアメリカ軍によるハウスホーファーの戦犯起訴準備にはこうした背景があった。こうしたハウスホーファーの評価はその後も踏襲され、ドナルド・ノートンは1965年の著書で「ヒトラーの悪魔的天才」と評している。
実際にはハウスホーファーは正教授になったことはなく、ヘスの渡英後には政府との関係もまったくなくなった。

## 東方概念
ドイツにとって東方とは明確な地域でなくあいまいな概念であり、その対象は時代とともに遷移している。中世ではザクセンやバイエルンの東部辺境が「オストマルク」と呼ばれていたが、帝政時代にはロシアと接するポーランド人が一部居住する地域を指すようになった。ナチス時代にはウラル山脈の西までを指す概念として用いられるようになった。東方は「アジア的」であると同時に「ドイツとつながっている」面も持つ二重性イメージを持っていた。

## 第二次世界大戦による生存圏構築
1939年10月7日に親衛隊全国指導者ハインリヒ・ヒムラーがドイツ民族性強化国家委員に任じられ、ドイツ人の東方植民の最高責任者となった。ヒトラーによるとこの任務はヒムラーにとって、ヒムラーが従来持っていた武装親衛隊指揮権や警察組織指揮権より最も重要なものであるとされた。またポーランド総督府の統治地域では、図書館の書籍の除去や堕胎推奨など、ヒトラーが示唆するような愚民化・人口抑制策が一部実行された。
1940年12月にヒトラーはソビエト連邦との戦争を決意した。独ソ戦による占領地獲得は、生存圏の実現を達成させるかのように思われた。1941年11月17日に東部占領地域省が設置され、アルフレート・ローゼンベルクが大臣となり、東部占領地域の統治に当たった。バルト・ベラルーシにはオストラント国家弁務官区、ウクライナにはウクライーネ国家弁務官区が設置され、国家弁務官が統治に当たった。独ソ戦の進展が順調に進めばヨーロッパ・ロシア一帯にはモスコーヴィエン国家弁務官区を、コーカサスにはカウカーズース国家弁務官区を設立する計画だった。愚民化計画も一部実行に移され、ベラルーシでは学校が1万1844校から500校にまで減少した。

## 理想像の東方生存圏
ヒトラーは1941年9月8日から9月10日にかけて、ヴォルフスシャンツェで東方生存圏の将来像を次のように語っている。
- 東ヨーロッパの領土はドイツ本国と異なった方法で統治する。
- ロシア地域に住むドイツ国農民はすばらしい建築物からなる集団居住地に住む。総督官邸は荘厳な宮殿とする。
- 都市のまわりには30kmから50kmの環状地帯をつくり、美しい農村を配置する。それらは最上級の道路で結びつけられる。
- ノルウェー人、スウェーデン人、デンマーク人、オランダ人は出来るだけ東欧地域に移住させ、ドイツ国の一構成部分とする必要がある。
- ドイツ人に様々なゲルマン人との結婚を奨励し、同一血統による繁殖を防ぐ必要がある。ただしスイス人との結婚は認めない。
- 移住したゲルマン人はアジア内陸住民の侵入を防ぐ、生ける長城となる。
- ロシア人はドイツ人と全く別の環境に住まわせ、文明を与えずドイツ人に無条件に服従させる。もし反乱が起きれば、爆弾を撃ち込んで街もろとも全滅させるべきだ。

被征服民の環境については1942年4月11日の談話で、より明確に語っている。それは徹底的な愚民化と人口削減、収奪を伴うものであった。
- 個人的自由を最大限に許可することで、いかなる国家組織も形成できないようにし、出来るだけ低い文化環境に陥るようにしむけ、出来るだけ多くの物資を経済的に搾取しなければならない。
- 教会は各村落ごとに一宗派が出来るようにしむけ、統一的な組織にまとめてはならない。アメリカ・インディアンのような魔術崇拝が起きても歓迎するべきだ。
- この地域にドイツから教師が来てはならないし、学校教育を強制してもいけない。ロシア人・キルギス人・ウクライナ人が読み書きできることはわれわれの害になる。
- 衛生学の知識を与えると彼らの人口が増加するため禁止する。ドイツ人医師による治療も禁止する。
- 被征服民族に武器を与えるのは最大の不合理である。

また親衛隊が、1941年から1942年にかけて策定した東部総合計画（Generalplan Ost）は、ドイツ人の殖民と、ポーランド人・ロシア人・スラブ人らの移住や飢餓による減少の見積もりが想定されている。この計画では西ポーランドに集中的な植民を行い、その他の地域にはマルケンや基地とよばれる小地域に植民を行うこととされた。基地には兵力が備えられ、反乱が起きた際には出動することとなっていた。1942年5月22日にヒムラーはエストニア・ラトビア・東南ポーランドのドイツ化計画と、リトアニア全住民の移住計画策定を命令した。ただしヒトラーやヒムラーのドイツ化に関する基準には若干のズレがあり、完全に統一されたものではなかった。

## 終焉
戦争中でもあり、必要とした数が余りにも多数であったのに植民希望者が少なかったため、実際の植民作業はほとんど進まなかった。ジトーミル付近のヘーゲワルトに一万人の国外ドイツ人が移住させられた件や、将来のドイツ人移住を見越してレニングラード付近のイングリアから原住民のフィン人6万5千人をフィンランドに強制移住させた例などは数少ない実行例である。一方で占領地域からドイツ国内への労働者徴用は過酷を極めた。
しかし、その後ドイツは占領地を次々に喪失し、スターリングラード攻防戦の敗戦の後、ヒトラーは予定されている計画を全て破棄するよう命令した。しかし1944年8月にヒムラーが「ドイツ民族の集住地域を東方へ500キロ前進させる。全東ヨーロッパの占領とそのゲルマン化、ウラル山脈に至るまでの地域の領有」を演説するなど、公式には実現を諦めていなかった。しかしその後ナチス・ドイツは敗戦を迎え、生存圏は現実のものとならなかった。